# Jerzy Zdanowski (elektronik)
Jerzy Zdanowski (ur. 27 lipca 1936 w Warszawie) – polski inżynier elektronik, profesor nauk technicznych, związany z Politechniką Wrocławską.

## Życiorys
W 1959 ukończył studia na Politechnice Wrocławskiej, w tym samym roku rozpoczął pracę na tej uczelni. W 1967 obronił pracę doktorską, w 1972 został mianowany docentem, w 1989 otrzymał tytuł profesora nadzwyczajnego.
W latach 1959–1968 pracował w Katedrze Elektroniki, od 1968 w Instytucie Techniki Elektronowej, którego był dyrektorem w latach 1981-1987 i 1990-1996. od 1981 kierował Zakładem Technik Jonowych. Od 2002 kierował Katedrą Inżynierii Powierzchni na nowo utworzonym Wydziale Elektroniki Mikrosystemów i Fotoniki. W latach 1978–1981 kierował filią PWr. w Wałbrzychu, w latach 1996-2002 był prorektorem PWr..
Został odznaczony Krzyżem Kawalerskim i Krzyżem Oficerskim Orderu Odrodzenia Polski.